# Marcaria
Marcaria település Olaszországban, Lombardia régióban, Mantova megyében. Lakosainak száma 6376 fő (2023. január 1.). Marcaria Acquanegra sul Chiese, Bozzolo, Castellucchio, Curtatone, Gazzuolo, Redondesco, San Martino dall’Argine, Viadana, Borgo Virgilio és Gazoldo degli Ippoliti községekkel határos.

## Népesség
A település lakossága az elmúlt években az alábbi módon változott:
| Lakosok száma | 6646 | 6591 | 6376 |
|               | 2017 | 2018 | 2023 |